# Super deformed
Il termine super deformed si riferisce a un particolare stile caricaturale di disegno, legato soprattutto al mondo dei manga e degli anime.
I personaggi ridisegnati in stile "super deformed" assumono le proporzioni e la fisionomia di neonati: occhi enormi, corpo tozzo e rotondeggiante, la testa che occupa un terzo dell'altezza corporea. A volte vengono anche aggiunti particolari come orecchie da gatto o code da volpe. Va notato che possono essere disegnati in stile "super deformed" non solo persone, ma anche animali e mezzi di vario tipo.
Lo stile del super deformed può essere utilizzato per caratterizzare passaggi narrativi in cui il personaggio provi sentimenti molto forti, quali amore folle, rabbia o quant'altro. A volte viene contrapposto a disegni seri per creare momenti di rilassamento nel lettore. Ad esempio, questa tecnica viene utilizzata spesso negli anime Slam Dunk, Le situazioni di Lui & Lei, nei primi episodi di Magic Knight Rayearth e in alcuni episodi di Naruto, in tutta la serie di Oh, mia dea!. 
Tutti gli Arcobaleno in Tutor Hitman Reborn! sono super deformed, rispetto alle loro forme adulte, per accentuare il fatto che essi sono adulti che hanno subito una maledizione che li ha ringiovaniti. 
Completamente assurdi invece ne Il pazzo mondo di Go Nagai dove la maggior parte dei personaggi creati nella realtà dall'autore sono richiamati come super deformed in una storia surreale. 
Questa tecnica viene utilizzata anche sui pinguini di Mawaru-Penguindrum.

## Apparizioni nei videogiochi
Talvolta si trovano dei personaggi super deformed anche nel mondo dei videogiochi: 
- Puzzle Fighter è un puzzle game, variante sul tema di Tetris in cui, accumulando punti e via via che l'avversario si trova in difficoltà, si vede il proprio personaggio (disegnato in modo buffo, con la testa molto grande) avere la meglio sul personaggio che simboleggia il giocatore avversario[1]. I personaggi sono tratti dai protagonisti di Street Fighter II e di altri giochi della Capcom.
- Pocket Fighter è il gioco che riporta i personaggi super deformed di Puzzle Fighter nel genere di gioco originale: il picchiaduro. Si ha quindi così il controllo diretto dei personaggi super deformed, in un gioco che contiene molto humour (ad esempio eseguendo le combo il personaggio subisce assurde trasformazioni)[1]. Raccogliendo delle gemme, si potenziano i propri attacchi speciali.
- Puzzle Kombat è una modalità aggiuntiva all'interno di Mortal Kombat: Deception. In pratica non è altro che l'idea di Puzzle Fighter unita allo spirito macabro di Mortal Kombat. Lo scopo del gioco è sempre una variante sul tema di Tetris, cioè l'accatastare mattoni che scendono dall'alto e poi farli esplodere. Accumulando punti, si vede il proprio personaggio colpire il rappresentante dell'avversario, il quale si avvicina pericolosamente a delle trappole ai lati dello schermo via via che la sua situazione peggiora. Quando uno dei due giocatori perde, il suo personaggio finisce completamente smembrato dalla trappola.
- In diversi giochi di ruolo JRPG (come ad esempio in vari episodi della serie di Final Fantasy e in Pokémon), durante le fasi di esplorazione delle mappe i personaggi sono disegnati in modo super deformed, per poi eventualmente essere disegnati in modo più normale durante i combattimenti e in alcune animazioni preimpostate[1].